# Kevin Poulin
Kevin Bureau-Poulin (* 12. April 1990 in Montreal, Québec) ist ein ehemaliger kanadischer Eishockeytorwart, der im Verlauf seiner aktiven Karriere zwischen 2006 und 2023 unter anderem 50 Spiele für die New York Islanders in der National Hockey League (NHL) bestritten hat. Zudem verbrachte Poulin eine Spielzeit bei den Eisbären Berlin aus der Deutschen Eishockey Liga (DEL) und nahm mit der kanadischen Nationalmannschaft an den Olympischen Winterspielen 2018 teil.

## Karriere
Poulin begann seine Karriere zur Saison 2006/07 in der Ligue de hockey junior majeur du Québec (LHJMQ), eine der drei großen Eishockey-Juniorenligen Kanadas, bei den Tigres de Victoriaville. Diese hatten ihn im vorangegangenen Draft an dritter Gesamtposition gewählt. Er absolvierte eine solide erste Spielzeit und blieb auch in der Spielzeit 2007/08 bei den Tigres. Für den NHL Entry Draft 2008 galt er als einer der aussichtsreichsten Kandidaten unter den Torhütern an einer frühen Position von einem NHL-Franchise ausgewählt zu werden. Aufgrund seiner abfallenden Leistungen bei den Tigres de Victoriaville wurde er in der fünften Runde an 126. Stelle von den New York Islanders ausgewählt. Auch die Saison 2009/10 verbrachte Poulin in der LHJMQ bei den Tigres de Victoriaville und kam in 54 Spielen der regulären Saison auf eine Fangquote von 91,6 %.

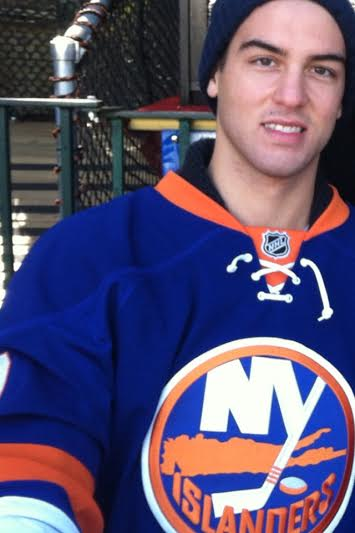
Poulin im Trikot der New York Islanders (2013)

Im Mai 2010 unterschrieb er einen dreijährigen Einstiegsvertrag bei den New York Islanders. Im September 2010 nahm er am Trainingslager der Islanders teil, wurde allerdings bei einer Kaderreduktion wenige Wochen später zu den Bridgeport Sound Tigers in die American Hockey League (AHL) geschickt. Nach einigen starken Partien bei den Sound Tigers wurde er am 4. Januar 2011 erstmals in den NHL-Kader der Islanders berufen. Zwei Tage später debütierte er für die Islanders in der National Hockey League, als Poulin im Spiel gegen die Edmonton Oilers nach 5:17 Minuten im ersten Drittel für Nathan Lawson aufs Eis kam, der zuvor lediglich einen von drei Schüssen der Oilers gehalten hatte. Poulin beendete die Begegnung mit einer Bilanz von 19 gehaltenen Schüssen und blieb ohne Gegentor, doch die Islanders verloren mit 1:2. Rund einen Monat später zog er sich eine Knieverletzung zu, die ihn bis zum Saisonende vom Spielbetrieb ausfallen ließ. In der Folge wurde Poulin durch Mikko Koskinen, ebenfalls ein Rookie, ersetzt.
In den folgenden Spielzeiten wechselte Poulin regelmäßig zwischen NHL und AHL, ohne sich wirklich bei den Islanders etablieren zu können. Als er im September 2015 ein weiteres Mal über den Waiver nach Bridgeport geschickt werden sollte, wurde er von den Tampa Bay Lightning verpflichtet. Dort sollte er voraussichtlich bei den Syracuse Crunch zum Einsatz kommen, absolvierte jedoch im Endeffekt kein Spiel für die Organisation der Lightning, da er im November 2015 an die Calgary Flames abgegeben wurde. Nach Ablauf seines Vertrages schloss er sich im Oktober den Prédateurs de Laval aus der Ligue Nord-Américaine de Hockey (LNAH) an, unterzeichnete jedoch wenige Wochen später einen Einjahresvertrag beim Barys Astana aus der Kontinentalen Hockey-Liga (KHL). Für Barys absolvierte er 14 Einsätze in der KHL.
Im Oktober 2017 ging er zu KHL Medveščak Zagreb in die österreichische Erste Bank Eishockey Liga (EBEL). Ende Dezember 2017 gewann er mit der kanadischen Auswahl den traditionsreichen Spengler Cup in Davos und glänzte im Endspiel, als er zum Sieggaranten der Kanadier wurde.
Am 14. Januar 2018 gab der EHC Kloten aus der Schweizer National League die sofortige Verpflichtung bis Ende der Saison 2017/18 bekannt. Mit dem EHC Kloten stieg Poulin jedoch in die Swiss League ab und erhielt keinen Folgevertrag. Im September 2018 erhielt er einen Vertrag für die Saison 2018/19 bei den Eisbären Berlin, nachdem sich Marvin Cüpper verletzt hatte. Bei den Eisbären zeigte er gute Leistungen, erhielt aber nach der Saison keinen neuen Vertrag.
Anschließend kehrte Poulin nach Nordamerika zurück, fand jedoch erst im Dezember 2019 ein neues Team, als ihn die Grand Rapids Griffins aus der AHL auf Probe engagierten. Nachdem dies nicht in einer festen Verpflichtung mündete, schloss er sich im Februar 2020 den Ontario Reign an, bevor dessen NHL-Kooperationspartner, die Los Angeles Kings, ihn wenig später mit einem festen Vertrag ausstatteten. Ohne für die Kings in der NHL zum Einsatz gekommen zu sein kehrte Poulin im Juli 2020 nach Europa zurück, indem er sich dem IF Björklöven aus der HockeyAllsvenskan anschloss. Zur Spielzeit 2021/22 wurde der Schlussmann im Juni 2021 von den Rocket de Laval aus der AHL unter Vertrag genommen. Zwar wurde er kurzzeitig bei den Lions de Trois-Rivières in die ECHL eingesetzt, kam aber bis zum Sommer 2023 regelmäßig bei den Rocket zu Einsätzen. Anschließend beendete Poulin seine aktive Karriere.

### International
Auf internationaler Ebene gewann Poulin mit der kanadischen Nationalmannschaft den Spengler Cup 2017, bevor er auch zum Aufgebot für die Olympischen Winterspiele 2018 gehörte. Dort errang das Team, das ohne NHL-Spieler antrat, die Bronzemedaille.

## Erfolge und Auszeichnungen
- 2008 Teilnahme am CHL Top Prospects Game
- 2010 LHJMQ Second All-Star-Team
- 2017 Spengler-Cup-Gewinn mit dem Team Canada
- 2018 Bronzemedaille bei den Olympischen Winterspielen